# Parchi di Nervi

Sopra: propaggine del parco sulla sottostante passeggiata Anita Garibaldi; sotto: angolo del Parco di Nervi
I parchi di Nervi sono un importante complesso botanico di Genova formati da un insieme di più parchi appartenuti in passato a ville private, tra cui villa Gropallo, villa Saluzzo Serra, villa Grimaldi Fassio e villa Luxoro, oggi di proprietà del comune di Genova e adibite a strutture museali.

## Caratteristiche

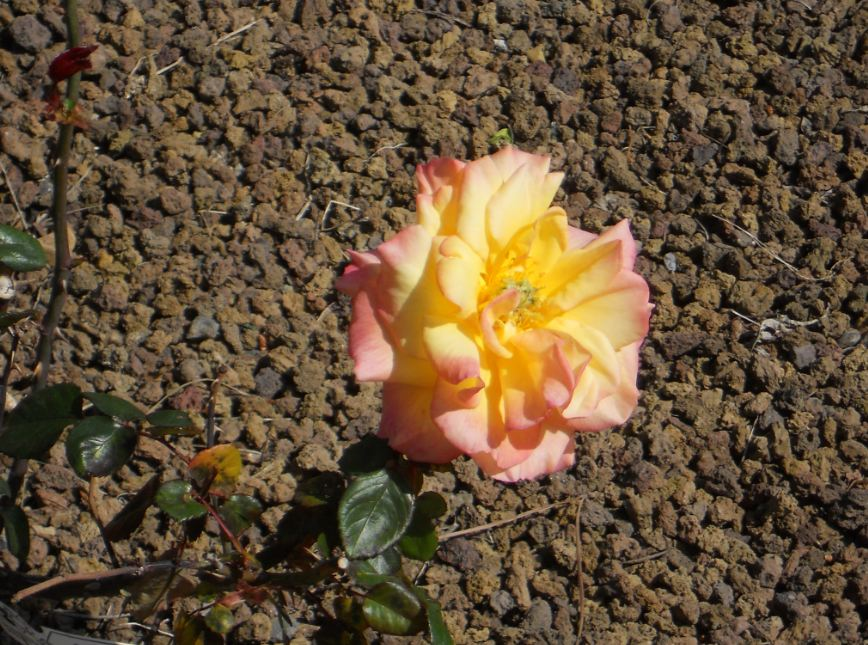
Rosa Big Apple.

L'intera superficie ha un'estensione di circa 92000 m2 è collocata tra la via Aurelia e il mare nella delegazione di Nervi, a levante del centro cittadino.

All'interno si trovano molte specie botaniche (più di 100), tra cui diversi sempreverdi ad alto fusto oltre ad un importante roseto.
Nei parchi sono presenti anche 5 alberi di interesse monumentale (su 18 presenti in tutta la Regione Liguria secondo i censimenti del Corpo forestale dello Stato):
- Araucaria bidwillii, della famiglia delle Araucariacee, originaria del Brasile;
- Cinnamonum camphora (canfora), della famiglia delle Lauraceae, originario della Cina e del Giappone;
- Jubaea chilensis, della famiglia delle Palme, originaria del Cile;
- Pinus halepensis (pino di Aleppo), della famiglia delle Pinaceae, originario della zona del Mediterraneo;
- Yucca elephantipes, della famiglia delle Agavacee, originaria dell'America Centrale.

I rilievi alle spalle dell'abitato di Nervi garantiscono la presenza di un clima più temperato rispetto ad altre zone di Genova, rendendo i parchi luoghi particolarmente frequentati ed apprezzabili anche nel periodo invernale.
All'interno dei parchi sono stati allestiti in passato - sfruttando naturali avvallamenti - alcuni teatri all'aperto per le rappresentazioni del Festival internazionale del Balletto (e dall'inizio degli anni 80 e per una quindicina di edizioni, finito il festival del balletto, restavano platea e palco per l'allestimento di un cinema estivo, il Cinema nel Roseto). Dei teatri per il balletto restano celebri il teatro Maria Taglioni, che arrivava a contenere oltre 2500 persone, e il più piccolo teatro Enrico Cecchetti.

### Scoiattoli grigi contro scoiattoli rossi

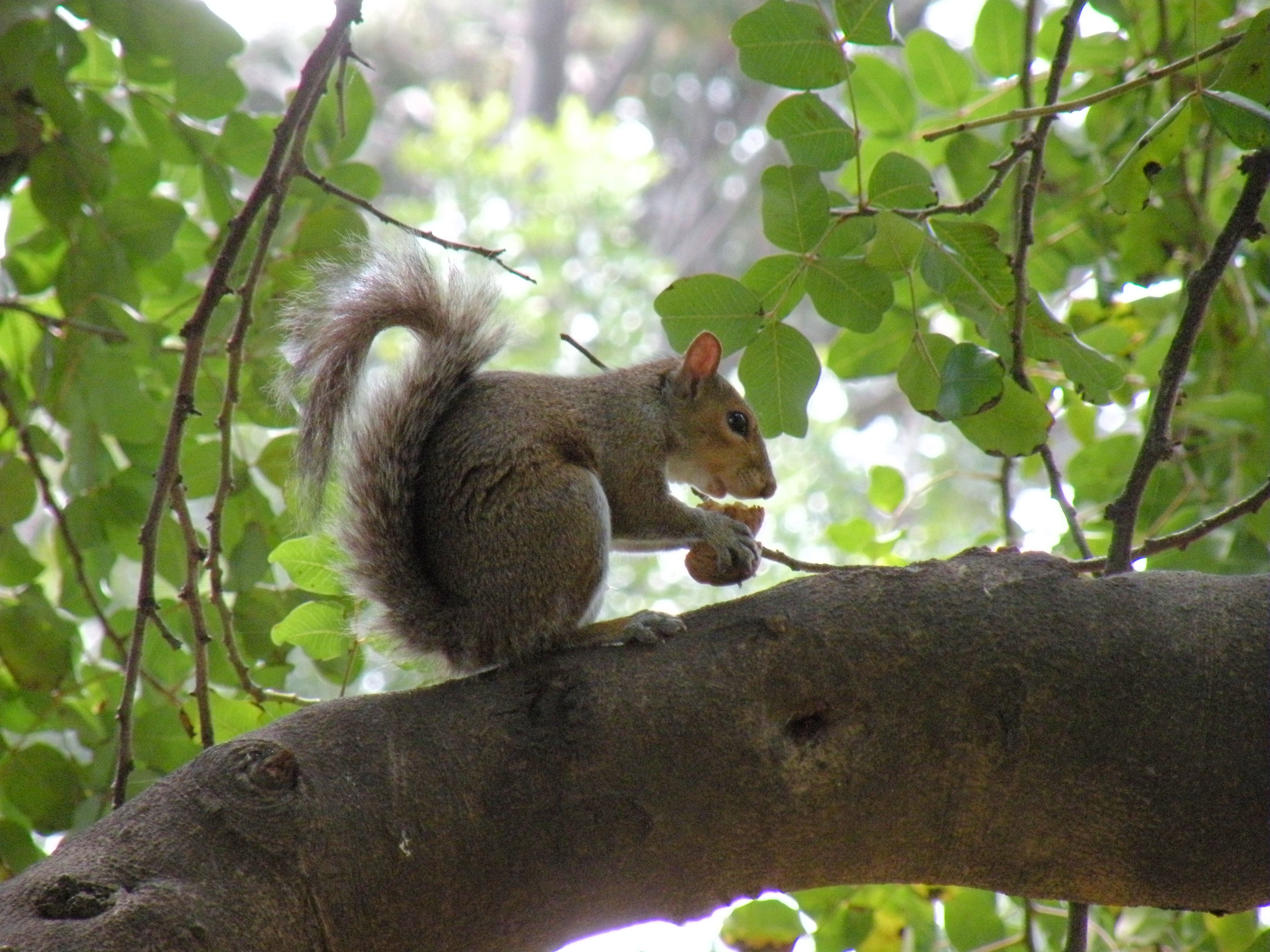
Scoiattolo con la sua noce.

Non è raro imbattersi in scoiattoli che ricevono dai visitatori noci e noccioline. Nel parco è presente una numerosa comunità di scoiattoli Sciurus carolinensis (noto come scoiattolo grigio, originario del nord America, a seconda del criterio impiegato la stima della popolazione all'inizio del XXI secolo va da circa 100 a circa 300 esemplari), specie alloctona, introdotta nel 1966 con 5 coppie di animali, la cui presenza desta preoccupazioni in quanto minaccia di soppiantare l'autoctono Sciurus vulgaris (scoiattolo rosso). Oltre che per la contesa per il cibo, gli scoiattoli grigi mettono a rischio i rossi in quanto portatori asintomatici di un parapoxvirus per cui i secondi non possiedono difese immunitarie.
Recenti studi hanno anche ipotizzato che sia proprio questo tipo di infezione, mortale per gli scoiattoli autoctoni europei, e non la lotta per il cibo, ad essere stata la principale causa che ha portato il carolinensis a soppiantare il vulgaris in ampie zone della Gran Bretagna. Oltre a questo lo scoiattolo grigio tende a danneggiare alcuni tipi di alberi, rimuovendone la corteccia.
Proprio per questa sua capacità di diffondersi a scapito delle altre specie, il Sciurus carolinensis è stato inserito dall'Unione Internazionale per la Conservazione della Natura nella Lista delle cento specie invasive più dannose, al contrario del vulgaris che è invece presente nella loro lista Rossa delle specie a rischio.
Nel novembre 2011, a seguito di accordi a livello europeo per la salvaguardia dell'ambiente, è stato deciso dalla regione Liguria di mettere in atto azioni volte a sterilizzare alcune centinaia di scoiattoli grigi tra quelli presenti nel parco. Si è scelta questa soluzione, invece dell'eradicazione totale prevista od attuata altrove (es Ticino o Inghilterra), anche in virtù dell'ormai familiare legame del parco con la presenza degli scoiattoli. Nel seguente maggio 2012 è stato annunciato un piano di sterilizzazione degli Sciurus carolinensis del parco, unito alla cattura e alla soppressione di quelli che dovessero essere individuati al di fuori dell'area (in passato per esempio ne erano state individuate piccole colonie nella vicina Bogliasco), per impedire che questi, finora fortunosamente non allontanatesi troppo dal luogo dell'introduzione, potessero disperdersi nell'area boschiva ligure, mettendo a repentaglio la sopravvivenza del Sciurus vulgaris e danneggiando alcuni tipi di coltivazione, come già avvenuto altrove.
Terminata questa operazione, è in fase di valutazione la possibilità di una successiva introduzione nel parco di esemplari del Sciurus Vulgaris. L'operazione che, pur essendo effettuata a tutela dell'ecosistema, ha suscitato numerose e vivaci proteste da parte di alcuni animalisti genovesi e di uno dei consiglieri regionali dei Riformisti Italiani. Legambiente, esprimendosi favorevolmente all'operazione, in relazione all'evento e al relativo clamore mediatico, ha ribadito la richiesta al ministero dell'ambiente di inserire il Sciurus carolinensis tra le specie di cui sia vietata la commercializzazione e l'importazione, anche per evitare che simili operazioni debbano ripetersi nuovamente in futuro.

## Le ville

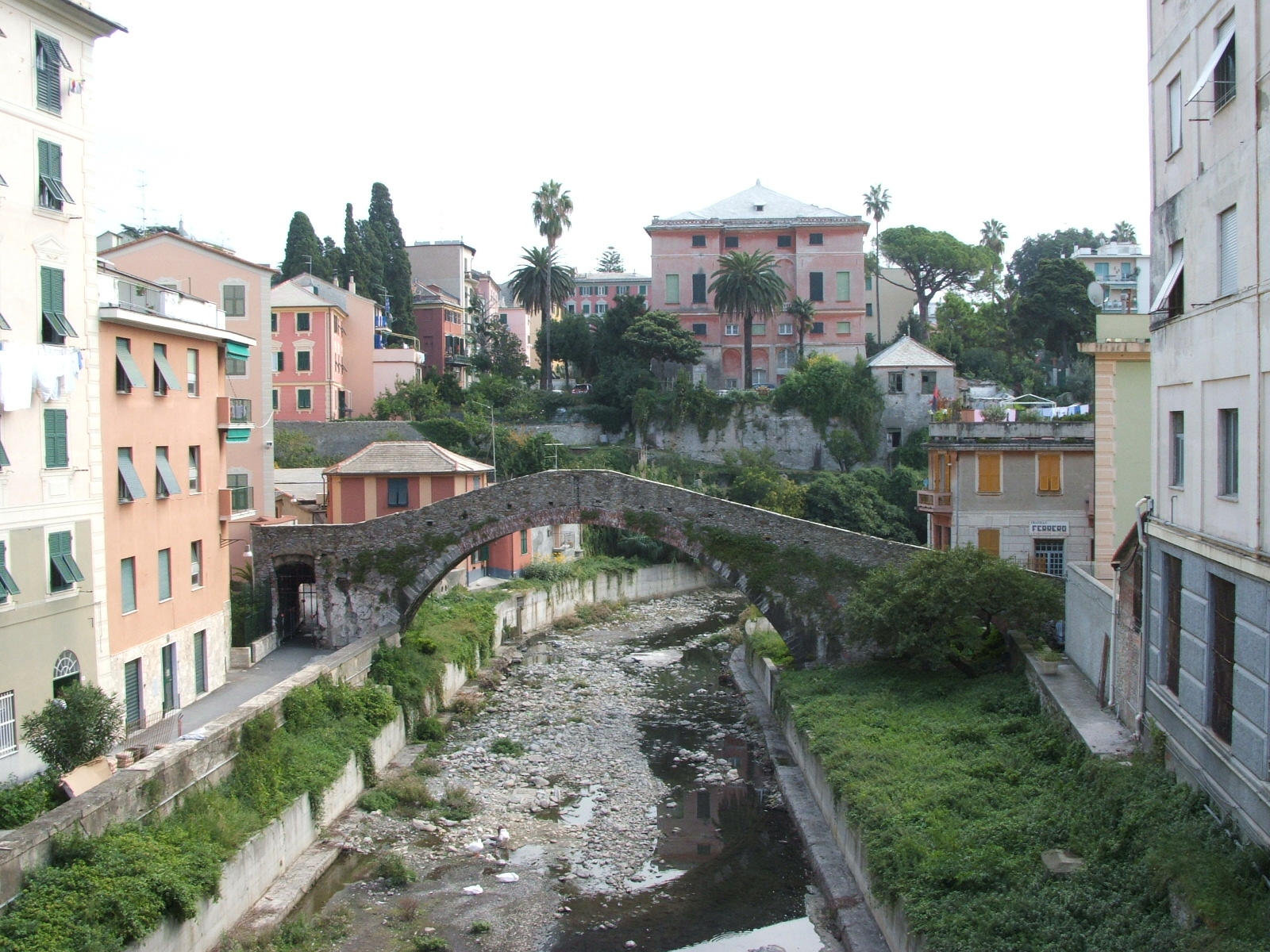
Villa Gnecco (centro) sul torrente Nervi.

- Villa Gnecco, costruita nel XVI secolo, appartenne ai conti Gnecco Nin di S. Tomaso. Fu oggetto di importanti lavori di ricostruzione nel 1733, quando raggiunse le forme attuali, attorniata da quasi sette ettari di parco. Oggi è un albergo e dell'esteso giardino purtroppo rimane poco, a seguito delle intensive campagne di costruzioni del XIX e XX secolo.
- Villa Gropallo, fatta costruire da Francesco Gropallo nel Settecento, negli anni ha avuto ospiti famosi come Gabriele D'Annunzio e Eleonora Duse, ed ora è sede della biblioteca comunale "V. Brocchi" e della locale stazione dei carabinieri.
- Villa Saluzzo Serra, risalente al XVII secolo. La proprietà passò nel tempo dai marchesi Saluzzo, Morando, ai Serra (che ristrutturarono la villa e trasformarono in parco il terreno intorno) e infine all'armatore Carlo Barabino che nel 1926 la cedette al Comune di Genova. Dal 1928 è sede della galleria d'arte moderna (e che ora ospita anche le opere della collezione Wolfson). Nel parco della villa si trovano diverse specie di palma (tra cui la Jubaea chilensis proveniente dal Cile), degli Osmanto provenienti dalla Cina, dei pini d'Aleppo, delle Tamarix e diverse altre piante, sia esotiche, sia tipiche della flora mediterranea. L'edificio della villa con passare dei secoli è stato sottoposto a diverse espansioni rispetto al progetto originario.
- Villa Grimaldi Fassio, probabilmente risalente al XVI secolo. Già dei Grimaldi e poi dei Croce, fu venduta dalla famiglia Brizzolesi agli armatori Fassio Tomellini nel 1956, i quali apporteranno forti modifiche alla struttura dell'edificio. Acquistata nel 1993 dal Comune di Genova è sede delle raccolte dei fratelli Frugone e nella parte orientale del suo parco ospita un grande roseto, rinnovato nel 2012.
- Villa Luxoro è la più recente, costruita nel 1903 dai fratelli Luxoro e successivamente donata al comune di Genova in memoria di Giannettino Luxoro, morto durante la prima guerra mondiale. Nel suo parco sono presenti pini, palme, carrubi, cipressi e diversa vegetazione mediterranea. Dal 1951 ospita il museo Giannettino Luxoro.

## Trasporti
Per raggiungere i parchi dal centro della città si possono impiegare le linee 15, 17 e 517 dei bus dell'AMT, oltre alla stazione ferroviaria di Genova - Nervi.
A piedi si può accedere ai parchi sia dalla passeggiata a mare Anita Garibaldi sia da via Aldo Felice Casotti, che attraversa la parte orientale della delegazione.

## Il polo museale dei parchi nerviesi
- Galleria d'arte moderna di Genova
- Museo Giannettino Luxoro
- Raccolte Frugone
- Wolfsoniana